# L'amante adolescente
L'amante adolescente (Una chica y un señor) è un film del 1974 diretto da Pedro Masó.
Tra gli interpreti c'è Ornella Muti a 18 anni, al suo secondo film in Spagna.
Circa due anni prima (1972) in Esperienze prematrimoniali, dello stesso regista, ha interpretato la ragazzina precoce alla ricerca dell'amore libero con suoi coetanei (hippies).
L'amante adolescente è un film erotico-psicologico che affronta il tema della differenza di età nelle relazioni sessuali.

## Trama
Caridad è una cantante madrilena appena maggiorenne che vuole essere indipendente, e sogna il successo come cantante. Si esibisce nei locali di Madrid con lo pseudonimo di Arianna, ha una bella voce ed è corteggiata da giovanotti coetanei, con i quali passa le esperienze che si addicono alla sua età.
Un giorno qualcosa le stravolge la vita: l'incontro casuale con l'avvocato Mario (Sergio Fantoni), uomo molto più maturo rispetto a lei, avendo oltre 40 anni; ma è ricco, importante, bello e gentile. Dall'alto della sua esperienza  potrebbe darle anche la spinta che cerca nella carriera per diventare cantante di successo.
La ragazza si lascia coinvolgere con gli appuntamenti dell'astuto uomo, il quale le nasconde di essere sposato con figli, intrecciando una spinta relazione sessuale. Quando le verità vengono a galla, sconvolta fugge a Malaga, e da qui le si presenterà il dilemma: tornare sotto quell'uomo che la cerca e la implora,
oppure tornare fra i coetanei e gareggiare nel festival di Palma de Maiorca contando sulle proprie forze?